# Cantonul Givors
Cantonul Givors este un canton din arondismentul Lyon, departamentul Rhône, regiunea Rhône-Alpes, Franța.

## Comune
- Chassagny
- Échalas
- Givors (reședință)
- Grigny
- Millery
- Montagny
- Saint-Andéol-le-Château
- Saint-Jean-de-Touslas
- Saint-Romain-en-Gier